# Lijst van rijksmonumenten in Rijsbergen
De plaats Rijsbergen telt 8 inschrijvingen in het rijksmonumentenregister. Hieronder een overzicht.
| Object                                                                                            | Oorspronkelijke functie?  | Bouwjaar       | Architect | Locatie                                | Coördinaten?                  | Nr.?   | Afbeelding        |
| ------------------------------------------------------------------------------------------------- | ------------------------- | -------------- | --------- | -------------------------------------- | ----------------------------- | ------ | ----------------- |
| Dwarshuis onder zadeldak, hardstenen deuromlijsting en hardstenen sluitblokken in de venstertogen | Boerderij                 | 1778 (jaartal) |           | Kaarschotsestraat 2                    | 51° 31' 27" NB, 4° 42' 59" OL | 33015  | Upload foto       |
| Overblijfselen van een watermolen, bestaande uit een beschoeiing waarin in reliëf een wapen       | Gedenkteken               | 1656           |           | watermolen a/d kaarschotsestraat       | 51° 31' 28" NB, 4° 42' 59" OL | 33016  | Meer afbeeldingen |
| Voormalige pastorie                                                                               | Woonhuis                  | ca. 1830       |           | St. Bavostraat 7                       | 51° 30' 55" NB, 4° 41' 58" OL | 33017  | Meer afbeeldingen |
| Hardstenen grenspaal op de grens tussen Breda en Rijsbergen                                       | Grensafbakening           | 1730           |           | Hardstenen grenspaal Breda/Rijsbergen  | 51° 31' 59" NB, 4° 43' 31" OL | 33018  | Upload foto       |
| Twee hardstenen grenspalen op de grens tussen Breda en Rijsbergen                                 | Grensafbakening           | 1730           |           | Hardstenen grenspalen Breda/Rijsbergen | 51° 29' 9" NB, 4° 38' 14" OL  | 33019  | Upload foto       |
| Heilig Hartbeeld                                                                                  | Gedenkteken               | 1936-1940      |           | nr. 12 (tegenover)                     | 51° 30' 55" NB, 4° 41' 56" OL | 519328 | Meer afbeeldingen |
| Voormalig raadhuis                                                                                | Bestuursgebouw en onderdl | 1923           |           | St. Bavostraat 18                      | 51° 30' 54" NB, 4° 42' 1" OL  | 519329 | Meer afbeeldingen |
| Waterpomp                                                                                         | Straatmeubilair           | 1850-1900      |           | To nr. 45                              | 51° 31' 4" NB, 4° 42' 10" OL  | 519330 | Meer afbeeldingen |